# Hégenheim
Hégenheim (deutsch Hegenheim, elsässisch Hageme oder Hägeme) ist eine französische Gemeinde mit 3403 Einwohnern (Stand 1. Januar 2022) im Département Haut-Rhin in der Region Grand Est (bis 2015 Elsass). Sie gehört zum Arrondissement Mulhouse und zum Kanton Saint-Louis.

## Geografie
Die Gemeinde Hégenheim liegt am Südostrand des Sundgau an der Grenze zur Schweiz, etwa vier Kilometer westlich des Basler Stadtzentrums. Durch die Gemeinde fließt der Lertzbach (auf Schweizer Gebiet Lörzbach genannt). Geologie: Hegenheims Ortskern liegt auf dem flachen Schwemmfächer des Lörzbaches (französische Schreibweise: Lertzbaches), der hier aus dem lössbedeckten Sundgauer Tertiärhügelland auf die Niederterrasse des Oberrheins austritt.
Nachbargemeinden von Hégenheim sind Hésingue im Norden, Saint-Louis im Nordosten, Allschwil (Schweiz) sowie Basel im Südosten, Hagenthal-le-Bas im Südwesten sowie Buschwiller im Westen.

## Klima
Nach der Troll-Paffen-Klassifikation ist das Klima in Hégenheim gemäßigt-kühl mit ziemlich kalten, trockenen Wintern (nur 45 mm durchschnittlicher Niederschlag im Februar in Binningen) und warmen, stürmischen Sommern, mit maximalem Niederschlag im Mai. Kaltluftseen sind im Winter häufig.
|                        | Jan  | Feb  | Mär  | Apr  | Mai  | Jun  | Jul  | Aug  | Sep  | Okt  | Nov  | Dez  |   |       |
| Mittl. Temperatur (°C) | 2,2  | 3,2  | 7,0  | 10,7 | 14,6 | 18,2 | 20,2 | 19,7 | 15,4 | 11,1 | 6,0  | 2,9  | ⌀ | 11    |
| Mittl. Tagesmax. (°C)  | 5,1  | 7,1  | 11,8 | 16,2 | 20,0 | 23,7 | 25,8 | 25,3 | 20,7 | 15,4 | 9,2  | 5,7  | ⌀ | 15,5  |
| Mittl. Tagesmin. (°C)  | −0,5 | −0,1 | 2,6  | 5,5  | 9,5  | 13,1 | 14,9 | 14,8 | 11,0 | 7,6  | 3,2  | 0,4  | ⌀ | 6,9   |
|                        |      |      |      |      |      |      |      |      |      |      |      |      |   |       |
| Niederschlag (mm)      | 48   | 45   | 50   | 64   | 98   | 87   | 89   | 88   | 70   | 74   | 65   | 65   | Σ | 843   |
|                        |      |      |      |      |      |      |      |      |      |      |      |      |   |       |
| Sonnenstunden (h/d)    | 2,1  | 3,0  | 4,4  | 5,6  | 6,0  | 7,1  | 7,6  | 7,0  | 5,3  | 3,5  | 2,2  | 1,7  | ⌀ | 4,6   |
|                        |      |      |      |      |      |      |      |      |      |      |      |      |   |       |
| Regentage (d)          | 9,1  | 8,4  | 8,9  | 9,3  | 11,7 | 10,6 | 10,1 | 10,2 | 8,5  | 10,4 | 10,0 | 11,0 | Σ | 118,2 |
|                        |      |      |      |      |      |      |      |      |      |      |      |      |   |       |
| Luftfeuchtigkeit (%)   | 81   | 76   | 69   | 67   | 71   | 70   | 68   | 71   | 77   | 82   | 83   | 82   | ⌀ | 74,7  |

| −0,5 |

| −0,1 |

| 2,6 |

| 5,5 |

| 9,5 |

| 13,1 |

| 14,9 |

| 14,8 |

| 11,0 |

| 7,6 |

| 3,2 |

| 0,4 |

| −0,5 |

| −0,1 |

| 2,6 |

| 5,5 |

| 9,5 |

| 13,1 |

| 14,9 |

| 14,8 |

| 11,0 |

| 7,6 |

| 3,2 |

| 0,4 |

## Geschichte

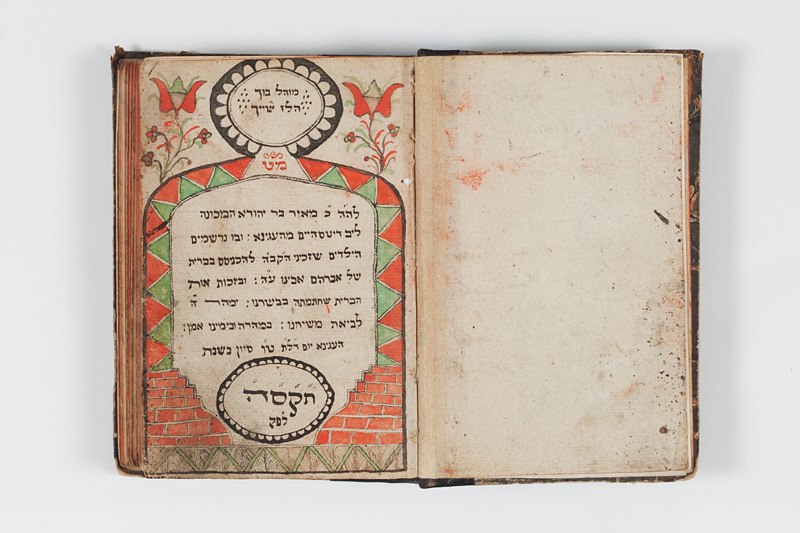
Mohelbuch aus Hegenheim (F), datiert zwischen 1805 und 1849, heute in der Sammlung des Jüdischen Museums der Schweiz.

Der Name des Dorfes stammt wahrscheinlich aus der fränkischen Zeit und bedeutete „Herrschaft des Hagino“, ein germanischer Name.
Das Gebiet in der Römerzeit prägten wichtige Straßen von Pruntrut nach Augst und von Binningen nach Rixheim. Das Dorf stand unter der Kontrolle des Bistums Basel. Die Bischöfe vergaben es an Vasallen, darunter die Familie Bärenfels (1482), die es bis 1700 behielt. Infolge der Verwüstungen, die der Pfälzische Erbfolgekrieg (1688–1697) anrichtete, flüchteten die Schwestern Elisabeth und Anna von Bärenfels, die Besitzerinnen der alten Burg, nach Burgfelden. Das Landgut bestand damals aus der Burg, dem Hof und dem Obstgarten.
Nach der Schlacht von Friedlingen (1702) wurde das Schloss in ein Krankenhaus umgewandelt und verwüstet. Fast verlassen wurde es von einem Basler widerrechtlich besetzt. Ludwig XIV. übergab die Domäne an Laurent de Barbier, einen Offizier aus der Picardie, als Belohnung für die vielen Jahre, die er im Dienste Frankreichs verbracht hatte, und als Entschädigung für die verschiedenen Verwundungen, die er erlitten hatte. De Barbier musste sich an den Souveränen Rat des Elsass wenden, um den Nutznießer zu vertreiben und sein Eigentum im März 1703 in Besitz zu nehmen.
Zu dieser Zeit befehligte er das Fort Saint-Pierre in Freiburg im Breisgau und leitete später den Bau der Festung von Huningue. Er beendete sein Leben in Oleron als Kommandant der Festung. Seine Söhne Laurent-Amable und Pierre übernahmen den Bau des heutigen Schlosses, das 1737 fertiggestellt wurde.
Das 17. Jahrhundert war geprägt von der Entstehung einer starken jüdischen Gemeinde vor den Toren Basels, wo sie nicht geduldet wurde.

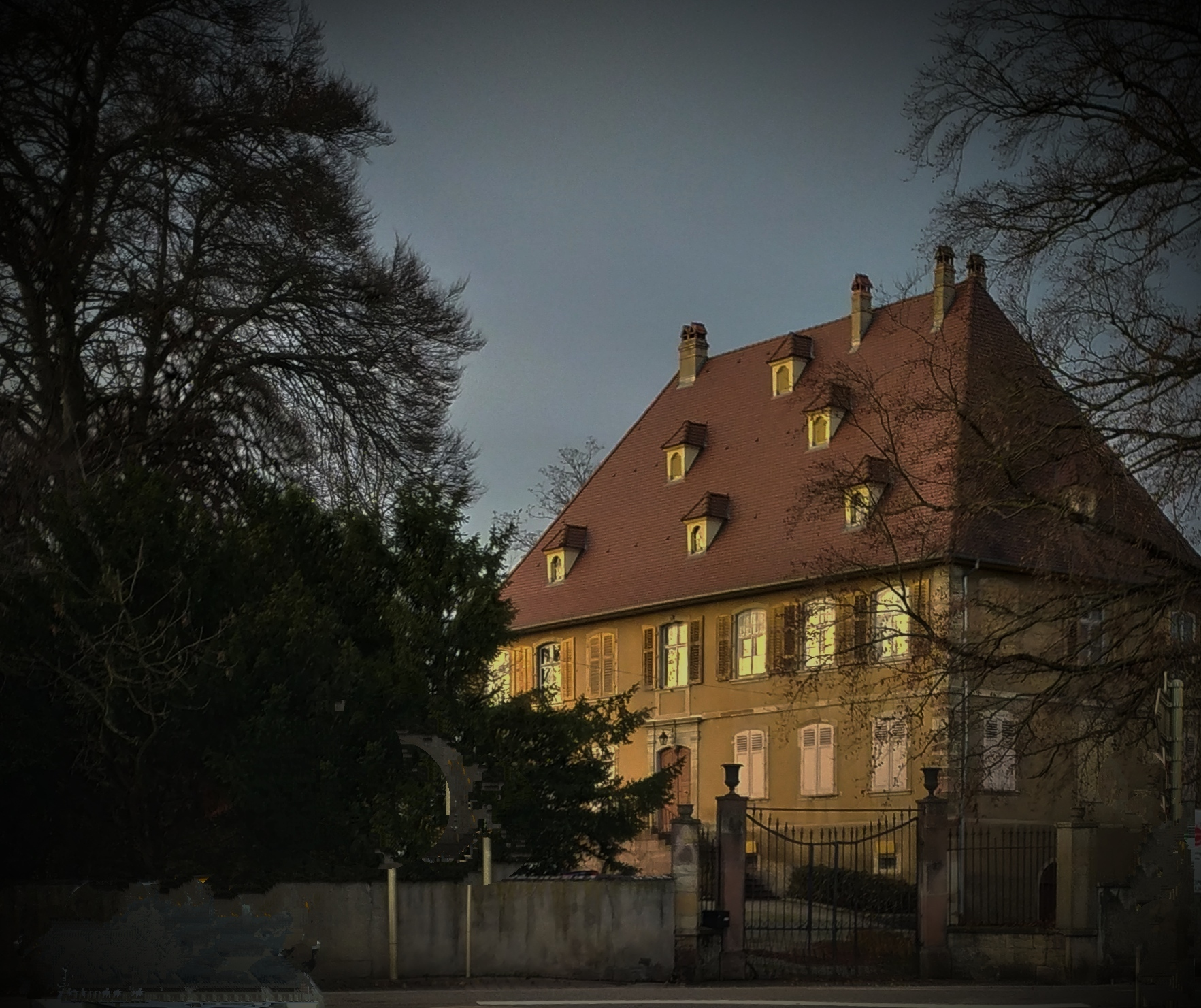
Das Schloss in Hégenheim

Im Jahr 1673 verkaufte Hannibal von Bärenfels der jüdischen Gemeinschaft ein Grundstück, das für eine Synagoge genutzt werden sollte, aber stattdessen als Friedhof verwendet wurde. Aufgrund der restriktiven Gesetze in der Region (insbesondere in vielen Schweizer Kantonen) hatten Jüdinnen und Juden Mühe, einen Platz für die Beisetzung ihrer Toten zu finden, so dass der Jüdische Friedhof von Hegenheim erhebliche Bedeutung erlangte. Bis August 1903, als der Jüdische Friedhof Basel eröffnet wurde, wurden die Mitglieder der Israelitischen Gemeinde Basel beispielsweise in Hégenheim bestattet. Er umfasst etwa 8000 Gräber. Im Jahr 1723 wurde die Hegenheimer Synagoge gebaut, die jedoch im Juni 1815 von einfallenden Truppen niedergebrannt wurde. Sie wurde 1821 wiederaufgebaut und diente ab 1874 als jüdisches Altersheim. 1925 wurde sie profaniert. 1961 erwarb der Steinbildhauer Walter Gürtler das Gebäude und bewohnte es bis 2012. Das baufällig gewordene Haus wird demnächst renoviert und zu einem Kulturzentrum ausgebaut.
Im Jahr 1838 lebten 845 Juden in Hegenheim. Zu der Zeit war Moïse Nordmann zuständig für das Rabbinat Hegenheims, ein Amt, das er bis zu seinem Tod im Jahr 1884 behielt. Er bediente überdies zahlreiche Schweizer Gemeinden.
Eine zunehmende antijüdische Stimmung spitzte sich im Revolutionsjahr 1848 zu. Am 23. April 1848 brach ein Streit aus, weil Hagenthaler Bauern antijüdische Lieder sangen. Bei einem Handgemenge wurde einem Nicht-Juden ein Finger abgeschnitten. Daraufhin wurde die jüdische Nationalgarde vom wütenden Mob entwaffnet. Juden wurden angegriffen und mehrere jüdische Häuser gestürmt und verwüstet. Ein Kind wurde getötet. Erst der Einsatz von Truppen konnte die Unruhen am 25. April beenden.
Vor dem Ersten Weltkrieg war Hegenheim ein wichtiges Zentrum der Uhrenproduktion. Die Uhrenfabrik Lévy beschäftigte etwa 100 Arbeiter, von denen die Hälfte aus der Schweiz kam. Sie wurde durch die Société anonyme Manufacture d’horlogerie du Haut-Rhin ersetzt, die bis 1963 tätig war.

## Bevölkerungsentwicklung
| Jahr      | 1962 | 1968 | 1975 | 1982 | 1990 | 1999 | 2007 | 2019 |
| --------- | ---- | ---- | ---- | ---- | ---- | ---- | ---- | ---- |
| Einwohner | 2007 | 2059 | 2226 | 2162 | 2310 | 2576 | 3005 | 3369 |

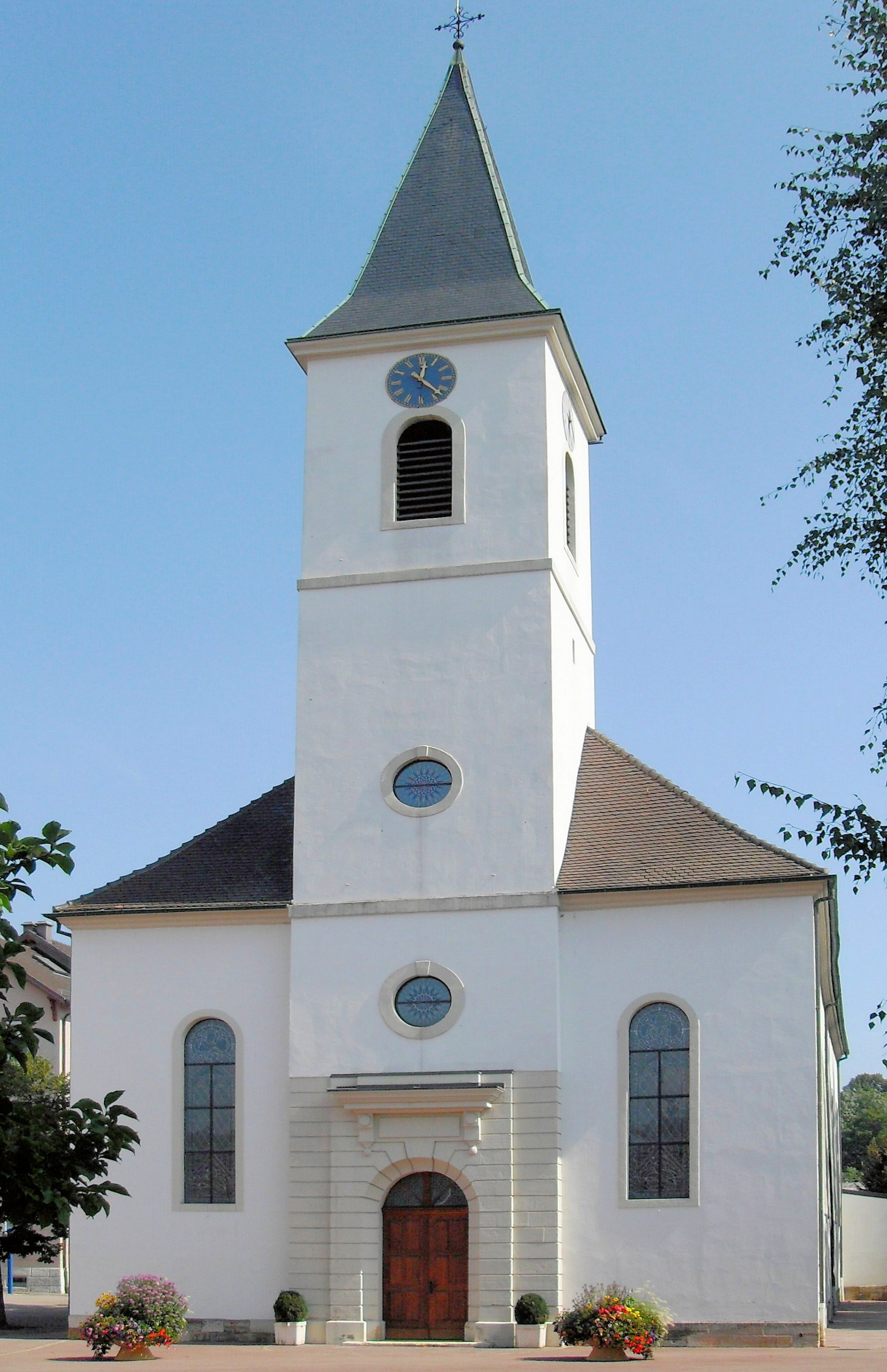
Kirche Saint-Rémi
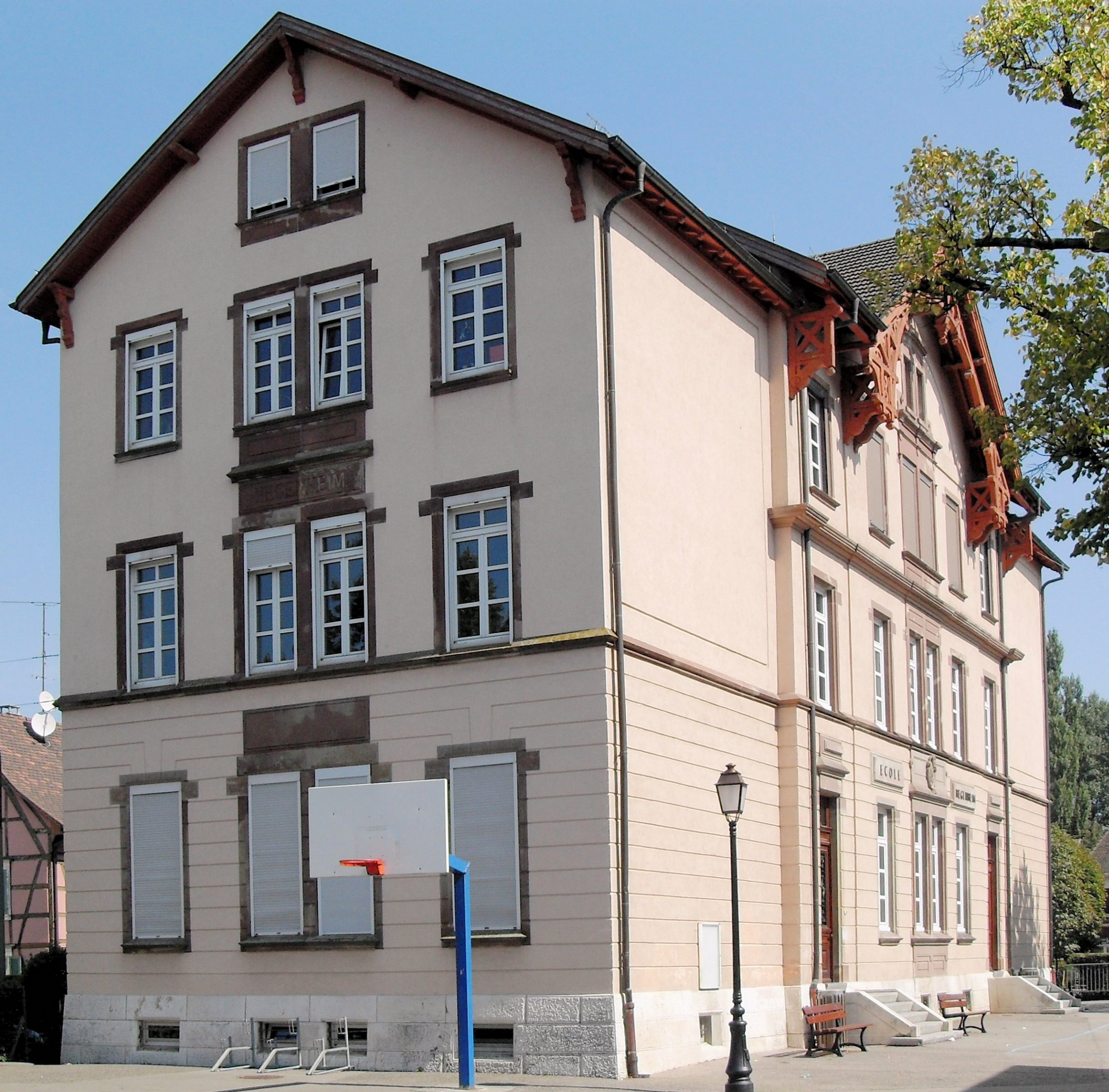
Grundschule
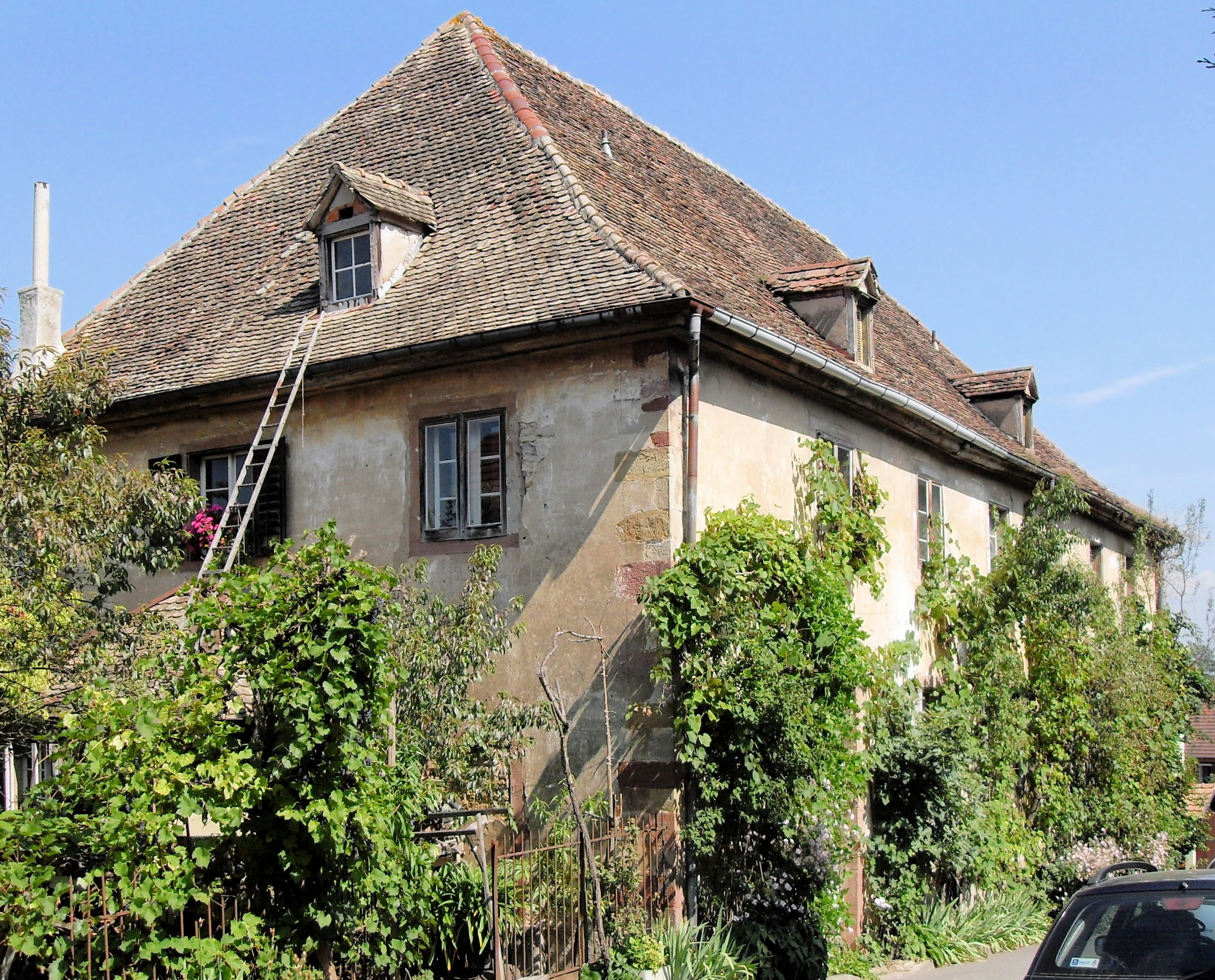
Ehemalige Synagoge
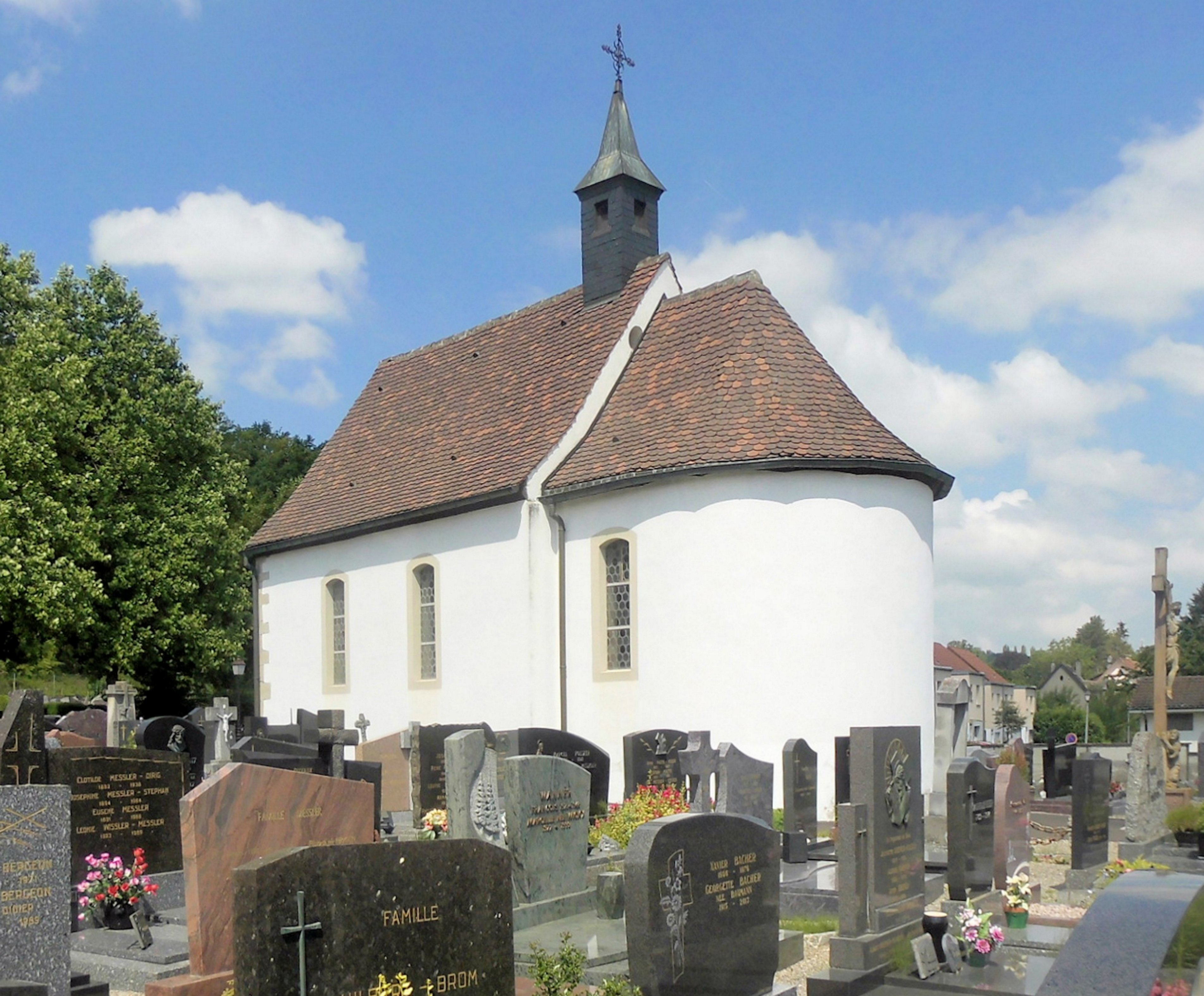
Kapelle Saint-Remi

## Sehenswürdigkeiten
Remigiuskirche (Saint-Rémy): Die mittelalterliche Kirche befand sich auf dem Gelände des heutigen Friedhofs. Das jetzige Gotteshaus entstand 1780 bis 87. Der Chor nach Plänen des Basler Architekten Samuel von Werenfels. Barockaltäre, das Gemälde im Hauptaltar zeigt die Heiligen Remigius und Pantaleon. Die Callinet-Orgel von 1846 wurde von Rinckenbach 1913 überarbeitet.
Das Schloss: 1737 errichtete Amable-Laurent de Barbier (siehe oben Geschichte) das jetzige Schloss anstelle eines Vorgängerbaus, eines im 15. Jahrhundert nach Brand wieder errichteten Bauwerks. Schlichter Spätbarockbau mit die Dachflächen belebenden kleinen Gaupen. Doppelläufige Freitreppe.
Friedhofskapelle: Auf dem Friedhof die an der Stelle der alten Pfarrkirche 1826 errichtete Kapelle. Hier Grabmäler der Barbier und das Grab des Freiherrn von Leoprechting, eines ehemaligen Schlossbesitzers und Kammerherrn der Großherzogin Stephanie von Baden.
Der Judenfriedhof: Der im 17. Jahrhundert angelegte Judenfriedhof mit um die 8000 Gräbern und etwa 2800 Grabsteinen.
Einige gut erhaltene Fachwerkhäuser: Am Eingang der Rue du Moulin ein Haus noch in der altertümlichen Ständerbauweise, am Ende der Sackgasse die Mühle mit Kartuschen in den Gefachen und Segmentbogenfenstern, typisch im östlichen Sundgau für die Jahrzehnte um 1800.